# Ekpobi Anne-Marie Eléonord Yedagne
 Ekpobi Anne-Marie Eléonord Yedagne, née le 21 juillet 2003 à Toupah, est une archère ivoirienne.

## Carrière
Elle est médaillée d'argent en arc classique par équipe aux Jeux africains de 2019 à Rabat avec ses deux coéquipières: Fatou Gbane et Esmei Anne-Marcelle Diombo.
Elle est médaillée d'or en arc classique individuel et par équipes aux Championnats d'Afrique de tir à l'arc 2022 à Pretoria.
Elle est médaillée de bronze en arc classique par équipes aux Championnats d'Afrique de tir à l'arc 2023 à Nabeul.